# 波氏窄顱帶魚
卜氏深海帶魚（学名：Evoxymetopon poeyi），又名波氏窄顱帶魚、叉尾帶魚，为帶魚科窄顱帶魚屬下的一个种。發現於西印度洋的模里西斯及西北太平洋的琉球群島海域，本魚身體長、側扁胸鰭呈三角形。身體是銀白色，各鰭淺棕色，鰓蓋襯黑色，背鰭軟條128-132枚，體長可達200公分。

## 扩展阅读
維基物種上的相關：波氏窄顱帶魚